# Рябиновка (Нижньосергинський район)
Ряби́новка (рос. Рябиновка) — селище у складі Нижньосергинського району Свердловської області. Входить до складу Михайловського міського поселення.
Населення — 92 особи (2010, 111 у 2002).
Національний склад станом на 2002 рік: росіяни — 97 %.